# Phyllolaimus
Phyllolaimus är ett släkte av rundmaskar. Phyllolaimus ingår i familjen Cyatholaimidae.
Kladogram enligt Catalogue of Life:
| Phyllolaimus | \| \| Phyllolaimus dentatus \| \| \| \| \| \| Phyllolaimus tridentatus \| \| \| \| |
|              | \| \| Phyllolaimus dentatus \| \| \| \| \| \| Phyllolaimus tridentatus \| \| \| \| |
|              | Phyllolaimus dentatus                                                              |
|              |                                                                                    |
|              | Phyllolaimus tridentatus                                                           |
|              |                                                                                    |